# 藤倉大
藤倉 大（ふじくら だい、1977年〈昭和52年〉4月27日 - ）は、日本の現代音楽の作曲家。所属事務所はKAJIMOTO。

## 略歴

### 生い立ち
1977年（昭和52年）、大阪府で生まれ万博記念公園に近い千里丘にある駅近くのマンションで中学校卒業まで暮らす。3歳から、母の意思で劇団に参加させられ、千里丘学園幼稚園では木下式音感教育法を学び、東京合同音楽祭にも出場。
5歳から聴音や自ら志望したピアノを習い始めるが、絶対音感があり5歳でどんな物音も重なった音符で示すことができた。小学1年生の終わり頃から「一人で電車に乗って通いなさい」と言われ、地下鉄を乗り換え梅田まで通い、小学校2年生の頃からは週に一度、劇団と音楽教室に通っていた。
小学2年生だった7、8歳の頃から作曲を開始。小学4年生から音楽史を学ぶ。当時の藤倉が知っていたクラシック音楽の作曲家はベートーヴェン、バッハ、ブラームス、モーツァルトと、みんなドイツ語圏だと気付き、ドイツに留学したい、それ以前に、まずヨーロッパに1回行ってみたいと小学生の頃から思い続けていた。
イギリスなら得意な3科目だけで大学に入れると知り、その時間を音楽に使えると考え、中学1年生に「イギリスに行きたい」と母に発言。何にでも好奇心があって勉強も出来たが、イギリスに行くと日本での勉強は中学で終わりになるため、試験は90点以下を取らないことを母と約束させられる。中学1年生の夏休みに、単身でイギリスへ語学留学。
中学1年生の秋に先生を替えてから作曲の虜となり、13歳で「僕は作曲家になる」と宣言。ピアノは相愛大学の子ども用英才教育などで力を伸ばすも、時に型にはめられるのを嫌がり反発することもあったため、自分の曲なら自分の好きなように演奏できるから作曲家になろうと、本格的に考えての決断であった。中学1年生の年末から年始にかけて、腕の骨折を期に当時の日本人の典型的なヨーロッパツアーであるロンドン、ドイツ、ウィーンを巡る1週間の旅をした。
中学2年生からヨーロッパの高校への留学を考えていたが英語が喋れなかっため、中学2年生の夏休みにイギリス東部ピーターバラで語学サマースクールに数週間通う。1992年（平成4年）、15歳になった中学3年生の夏休みに、ロンドン北西部ハーロウ区とオックスフォードの語学サマースクールに行き、イギリスの高校を受験し、2つの高校に奨学金付きで合格。後に進学する、イギリスの寄宿学校であるドーバー・カレッジでは、自作の曲とベートーヴェンのソナタを弾いての合格であった。

### 留学
1993年（平成5年）、摂津市立第三中学校を卒業し、15歳で単身イギリスに渡る。イギリスでも成績が良かったため、ドーバー・カレッジでは校長に直談判して、1年飛び級させてもらった。
ドーバー・カレッジ卒業後、トリニティ・カレッジ・オブ・ミュージックでダリル・ランズウィックに師事。音楽大学の学費は、誘いのあった2校を競わせ、学費無料で志望校に入った。外国人の藤倉は働く時間が制限されていたため、賞金が目当てで賞に応募しまくり、大学2～3年生くらいから現代音楽の作曲コンクールなどで優勝するようになったため、その賞金で家賃も払い生活していた。
大学3年生くらいの頃には、藤倉の名前をBBCなどのオーケストラがよく目にするようになった影響で、演奏された藤倉の曲がラジオで放送されるようになった。卒業制作の自作オペラは学外で公演したうえで、採点担当の教員にもチケットを購入させた。学生時代から国際的な作曲コンクールで優勝し注目されたが、作曲だけで食べていくのは難しく、親の仕送りに加え近所の子どもにピアノを教えながら作曲を続ける。
イギリスのハダースフィールド国際現代音楽祭でオランダのオルケスト・デル・ヴォルハーディングによって作品が初演され、後にロンドン・シンフォニエッタによりロンドン初演される。

### 2000年以降
2000年（平成12年）9月、ロイヤル・カレッジ・オブ・ミュージック大学院の修士課程にピー・アール・エス奨学生として入学し、エドウィン・ロックスバラに師事。24歳か25歳くらいの頃、「指導者を付け進める課題があるが付きたい先生はいるか？」と大学院で聞かれた藤倉は、その時期ハマって聴いていた指揮者で作曲家のペーテル・エトヴェシュの名を挙げたところ、エトヴェシュから「楽譜と音源を送ってくれ」というメールが届き「次にイギリスに行くのは8か月後になるが、そのとき20分だけロンドンのスタジオで指導をしてもいい」と返答され、エトヴェシュの指導を受ける。
2003年（平成15年）1月からキングス・カレッジ・ロンドンで博士課程を学びジョージ・ベンジャミンに師事。2003年（平成15年）夏、26歳の頃エトヴェシュからの推薦もありスイスのルツェルン音楽祭で、現代音楽の大家であるピエール・ブーレーズが直接指導する若手作曲家を選ぶオーディションに、1998年（平成10年）の作品と、その4年後に書いた作品の2点を提出し、面接でブーレーズから「最初の作品は未熟だが、もう一つは良い。4年でこれだけ変われるなら、今後どれだけ変わるか興味がある」と評価される。
この年から活動の場は、イギリスからヨーロッパ大陸や世界へと広がり、作曲だけで生活できるようになった。2005年（平成17年）、28歳のときルツェルン音楽祭でピエール・ブーレーズ指揮により「ストリーム・ステート」が演奏され、そこからブーレーズとも親しくなった。
2006年（平成18年）に博士号取得。2006年（平成18年）、BBCのプロムスでBBC委嘱の「クラッシング・ツィスター」がBBCコンサート・オーケストラ、チャールズ・ヘイズルウッド指揮によって初演。
2010年（平成22年）2月21日、毎日放送のドキュメンタリー番組「情熱大陸」で特集される。2011年（平成23年）「トカール・イ・ルチャール」初演のためベネズエラを訪れる。2014年（平成26年）にオペラ「ソラリス」を脱稿。
2012年（平成24年）、NMCという売るためではなく芸術のために良心的な現代音楽の活動しているイギリスの小さなレーベルから、藤倉にとって初となるアルバム『Secret Forest』を発売することとなり、友人であるデヴィッド・シルヴィアンにアルバムの作り方を見学させてもらう。そこで、隅々までこだわり試行錯誤してデザインまで全て行う姿を見て「アルバムを作るというのはこういうことだな」と考えた藤倉は、自分でレーベルを作れば全て自分の思いのままにアルバムを作れるのではないかと思い、レーベルをやっていた親友のギタリストに相談して、彼のレーベルのサブレーベルとしてMinabel Recordsを2012年（平成24年）8月に立ち上げる。隅々までやって、納得できた曲しか世に出さないと決意し、費用は全て藤倉の生活費から捻出。
2013年（平成25年）9月にJazzland Recordingsから発売されたヤン・バングのアルバム『Narrative From The Subtropics』には、ヤンやシゼル・アンドレセンと共同作曲した「Melee of Suitcases」が収録される。2014年（平成26年）には名古屋フィルハーモニー交響楽団、2017年（平成29年）から2018年（平成30年）にはイル・ド・フランス国立管弦楽団のコンポーザ・イン・レジデンスを務めていた。2016年（平成28年）、東京混声合唱団のレジデントアーティストに就任。
2017年（平成29年）には東京芸術劇場にて開催されたボンクリ・フェスのアーティスティック・ディレクターに就任し、2019年（令和元年）以降も実施される。
2020年（令和2年）には、新型コロナウイルスの世界的流行によるロンドンでのロックダウンを受け、同じくベルリンでロックダウンを受けていた指揮者の山田和樹とのYoutube上のライブ配信による対談を通じて、テレ・パフォーマンスのための「Longing from afar」を発表。同年、4作目のオペラである「アルマゲドンの夢」が初演された。
2023年（令和5年）には、藤倉の作品が東京国際指揮者コンクールとショパン国際ピリオドピアノコンクールの必修課題曲に選定される。2024年（令和6年）12月には、いずみシンフォニエッタ大阪音楽監督に就任。

## 人物

### 私生活
2009年（平成21年）3月以降は、イギリスのロンドンに在住し活動している。妻は、元チェロ奏者のブルガリア人。
父は看護の教育で出張が多く、日本全国を回っていたため留守が多く、幼い頃は母と2人だけの生活だった。父が不在がちなため「年に1回、冬休みは一家で海外旅行したいね」という話題になる家庭で、毎年ではないものの数回、そうした家族旅行があった。
母からは子供の頃から、お礼や挨拶はきちんと言うよう教育され、幼稚園での年長や小学1年生の頃からは、具合が悪くても自分で近所の医院に一人で行かされ、どこがどういう風に具合が悪いと言いなさいと教育される。子供なため口に合わないものもあったが、こんな食べ物も世の中にあると知るために一つでいいから食べてと、好き嫌いを言わず何でも食べるよう教育され、病気でない限り食事は残さないという約束もあり、朝飯も食べなかったことは一緒に暮らした15年間なかった。

### 鹿児島県との接点
母は鹿児島県出身であるため、子供の頃は赤ちゃんの時から夏休みや冬休みに毎年、母方の祖父母が住む加世田市内山田の農家に、よく訪れ過ごした。祖父母は山の谷間にある内山田で、第二次世界大戦後から鹿児島茶の栽培を開始して茶園を営んでおり、畑に囲まれ緑茶となる茶葉の栽培を中心に農業で生計を立てていたため、一緒に畑に出ていた。10歳の頃からは、大阪府から1人で飛行機に乗り鹿児島県まで行き、秋には赤とんぼが沢山飛んでいた環境で「植物は待ってくれないから週末も休めないのよ」とよく聞かされつつ多くのことを教わり、防空壕の中に入れたスイカや野菜を家まで運ぶのが役割だった。
2021年（令和3年）には、この鹿児島県での幼少期の思い出がきっかけの一つとなり、フラウト・トラヴェルソ協奏曲「グリーンティー・コンチェルト」を作曲。2023年（令和5年）に藤倉が、鹿児島県で行われている霧島国際音楽祭の第44回に参加した際には、バッハ・コレギウム・ジャパンの演奏で「グリーンティー・コンチェルト」が世界初演されたほか、堤剛が「tsutsumu」を演奏しており、その収録音源は同年10月30日にNHK-FM放送のラジオ番組『ベストオブクラシック』で放送された。翌年、同音楽祭の第45回に藤倉が参加した際には、箏曲家のLEOが「竜」を、カルテット・アマービレが「Aquarius」を、マリンバ奏者の大茂絵里子との公開対談中には大茂が「反復/追憶～マリンバのための」と「大大〜ソロ・マリンバと3つのパーカッションのための〜」を演奏している。
2015年（平成27年）からは、福島県相馬市で4歳から高校生までの子供たちを対象としたエル・システマ作曲教室を監修している。2023年（令和5年）に藤倉が霧島国際音楽祭に参加した際には、エル・システマ作曲教室も霧島国際音楽祭の特別企画として、クラリネット奏者の吉田誠と藤倉の指導の下、みやまコンセール小ホールで開催された。
祖父母が暮らした鹿児島県南さつま市内山田には、祖父母が亡くなった後の2012年（平成24年）にも久しぶりに足を運んでおり、霧島国際音楽祭へ参加した2023年（令和5年）に内山田を訪れた際、密着取材されたドキュメンタリーがMBC南日本放送のテレビ番組『どーんと鹿児島』で放送された。
2025年（令和7年）、南さつま市が市制施行20周年記念を迎えるにあたり、ファンファーレを藤倉が作曲している。

### 交友
鈴木紗理奈とは摂津市立第三中学校の同級生で、同じ陸上部にも所属して名字を呼び捨てにしあう仲であり、成人した後もお互い実家に帰省していた年始に、藤倉が妻と娘も連れ徒歩で遊びに行く関係性。
13歳になるまでポップスは聴いたことがなかったが、中学生の頃には坂本龍一やロック歌手であるデヴィッド・シルヴィアンの音楽が好きになって、坂本の『未来派野郎』をよく聴いていた。初めて聴いたシルヴィアンのアルバムは坂本龍一も参加している『シークレッツ・オブ・ザ・ビーハイヴ』で、当時聴いていたシルヴィアンの『ゴーン・トゥ・アース』は、40代になってから改めて聴いてもミックスも編集も素晴らしいと思える程であった。中学生の頃はピアノでイエロー・マジック・オーケストラの曲を弾いて、先生に喜ばれていた。ホラー映画の映画音楽も大好きだったので、中学生や高校生のころは聴きまくっていたが、10代や20代の頃に聴いていたアルバムもクラシック音楽は1枚しかなく、日本ではMr.Childrenや小室哲哉が、イギリスでは2 アンリミテッドが流行っていたが、当時のヒットチャートに入るようなポップスは好みではなかったため興味がなかった。
シルヴィアンとは、2009年（平成21年）のアルバム『マナフォン』の日本盤にボーナス・トラックとして収録されている「Random Acts of Senseless Violence」の再構成版で、弦楽器での編曲と曲の再構成を手がけ、2010年（平成22年）の『スリープウォーカーズ』や2011年（平成23年）の『ダイド・イン・ザ・ウール～マナフォン・ヴァリエーションズ』では、シルヴィアンとの共同作曲、弦楽器での編曲、曲の再構成を行う。20代後半か30歳くらいの頃、デヴィッド・シルヴィアンから音楽性を認められ、音楽制作に誘われて共作することになったが、自分が納得できない音楽は許可しない頑固な職人気質のシルヴィアンに対し藤倉は、自分が参加した部分の音の使われ方に文句を言ったり口論したりもした。デヴィッドも、投げやりな人間や金を貰ったからやる人間よりも、こだわりがあって譲らないような人間のほうが好きだったため、以後も共演したりメールをやり取りしたり、ロンドンやニューヨークで一緒に過ごしたりと仲良くしている。
坂本龍一とも親交があり、2013年（平成25年）4月27日には坂本と共同作曲した電子音楽作品「ペリフェラル・ムーヴメント」がHakuju Hallで世界初演される。2015年（平成27年）12月16日には、坂本龍一が総合監修を手掛ける音楽全集CDシリーズの第15巻で、第二次世界大戦後の1945年（昭和20年）以降に作曲された楽曲から、藤倉と坂本が選曲した全16曲が収められた『commmons: schola vol.15 Ryuichi Sakamoto & Dai Fujikura Selections: Music of the 20th century II - 1945 to present』が発売され、同梱されたブックレットには藤倉、坂本、小沼純一、浅田彰、岡田暁生による座談会も記載される。
2017年（平成29年）には、WIRED Audi INNOVATION AWARDの授賞式で、ピアノの弦をマレットなどを使い叩いて演奏する坂本と共演し、藤倉はグランドピアノを弾いて即興ライブを披露。坂本とはコロナ禍以降は対面できなかったが、ボンクリ・フェスでは坂本とリモート対談を行う。坂本が亡くなった際には藤倉が、感謝の意を表した。坂本から送られてきたメールは、初めて送られてきた2009年（平成21年）12月から亡くなる4日前までの計1190通であった。
エトヴェシュについて藤倉は「作曲家としてのキャリアを開始した頃から、一番お世話になっている音楽面での父親的存在」と語っており、エトヴェシュは2018年（平成30年）11月2日にケルン・フィルハーモニーホールでケルンWDR交響楽団を指揮し、藤倉の作品「グローリアス・クラウズ」の世界初演を実施している。
「デヴィッド・シルヴィアン、坂本龍一、ペーテル・エトヴェシュ、ピエール・ブーレーズ、この4人は僕にとって最も重要な人達。この4人から学んだことはすごく大きかった。ずっと彼らの作品を聴いて学んできたので、その4人全員に会えたというのは凄いことだった。しかも、みんな長く良好な関係を続けてくださり、僕の人生の財産」と藤倉は語っている。

## 受賞歴
1998年（平成10年）
- カジミェシュ・セロツキ国際作曲コンクール 史上最年少第1位および最年少出場者特別賞（ポーランド、曲: Children）
- ハダースフィールド国際作曲コンクール 優勝（イギリス、曲: Grayed Rainbow）

1999年（平成11年）
- ハダースフィールド国際作曲コンクール 優勝（イギリス、曲: Frozen Heat）

2000年（平成12年）
- キャサリン・トマス国際フルート作品作曲コンクール 優勝（イギリス、曲: Ophelia）

2003年（平成15年）
- 武満徹作曲賞 第2位（日本、曲: ティンブクトゥを夢見て[42]）
- ルイジ・ルッソロ国際電子音楽作曲賞（フランス語版） 入選（イタリア、曲: moromoro）
- ロイヤル・フィルハーモニック作曲賞 最終選考入選（イギリス、曲: 'Be[43]）

2004年（平成16年）
- ロイヤル・フィルハーモニック作曲賞（イギリス、曲: 'Another Place[43]）
- ルイジ・ルッソロ国際電子音楽作曲賞 入選（イタリア、曲: Poison Mushroom[44]）
- マレーシア・フィルハーモニック国際作曲賞 入選（マレーシア、曲: Calling Timbuktu）
- ガウデアムス国際作曲賞 入選（オランダ、曲: Reach Out）

2005年（平成17年）
- ガウデアムス国際作曲賞 佳作（オランダ、曲: Be II）
- 国際ウィーン作曲賞[注釈 8][45] （オーストリア、曲: Fifth Station）
- 芥川作曲賞 最終演奏選考ノミネート（日本、曲: Vanishing Point[46]）

2006年（平成18年）
- ISCM世界音楽の日々 入選（ドイツのシュトゥットガルト大会、曲: Okeanos Breezes[47]）
- 芥川作曲賞 最終演奏選考ノミネート（日本、曲: Stream State[46]）

2007年（平成19年）
- ヒンデミット賞（ドイツ、曲: time unlocked and Another Place）

2008年（平成20年）
- ギガ・ヘルツ国際電子音楽作曲賞 佳作（ドイツ、曲: moromoro[48]）

2009年（平成21年）
- 尾高賞（日本、曲: Secret Forest[49]）
- 芥川作曲賞（日本、曲: ...as i am...[50]）
- 中島健蔵音楽賞（日本[51]）

2010年（平成22年）
- 東燃ゼネラル音楽賞 洋楽部門奨励賞（日本[52]）

2015年（平成27年）
- 尾高賞（日本、曲: Rare Gravity[53]）

2017年（平成29年）
- ヴェネツィア・ビエンナーレ 音楽部門銀獅子賞（イタリア[54]）
- 第2回・WIRED Audi INNOVATION AWARD[37]

2019年（平成31年 / 令和元年）
- 芸術選奨文部科学大臣新人賞 音楽部門（日本[55]）
- アイヴァー・ノヴェロ賞（イギリス、曲: フルート協奏曲[56]）
- 尾高賞（日本、曲: グローリアス・クラウズ[57]）
- 第57回・レコード・アカデミー賞 現代曲部門（日本、曲: ざわざわ[58]）

2020年（令和2年）
- 第43回・日本アカデミー賞音楽賞 優秀賞（日本、曲: 映画『蜜蜂と遠雷』劇中曲 - 春と修羅 -）
- ミュージック・ペンクラブ音楽賞（日本、曲: アルマゲドンの夢[59]）

2023年（令和5年）
- 尾高賞（日本、曲: 尺八協奏曲[60]）

## 作品
全作品が「リコルディ・ベルリン」から出版および貸与されている。2025年6月5日時点では、270曲以上の作品を作曲している。

以下に、その楽曲の一部である主要作品を抜粋する。

### オペラ
- Anti-Opera in one act; This Could Be Beautiful?（2000年）
- ソラリス（2013年-2014年） - スタニスワフ・レムの小説を題材とした作品。
- 黄金虫（2017年） - エドガー・アラン・ポーの小説を題材とした作品。
- アルマゲドンの夢（2018年-2019年） - H.G.ウェルズの短編小説を題材とした作品。

### 管弦楽作品
- ゴースト・オブ・クリスマス（2017年）
- グローリアス・クラウズ（2016年、2017年）
- 海（2014年、2017年）
- レア・グラビティ（2013年）
- トカール・イ・ルチャール（2010年）[63]

### 協奏曲
- 尺八協奏曲（2021年）
- 箏協奏曲（2020年）
- アキコのピアノ - ピアノ協奏曲第4番（2019年、2020年）
- 三味線協奏曲（2019年）
- チェロ協奏曲（2016年、2017年）
- ホルン協奏曲第2番（2016年）
- フルート協奏曲（2015年）
- ダイアモンド・ダスト - ピアノ協奏曲第2番（2012年）

### アンサンブル作品
- Grasping（2011年） - 弦楽合奏のための。
- ice（2009年、2010年） - 室内楽アンサンブルのための。
- Phantom Splinter（2009年） - オーボエ、クラリネット、ファゴット、ライヴエレクトロニクスのための。
- Frozen Heat（2008年） - 13人の音楽家のための。

### 室内楽作品
- Minina（2013年） - 5つの楽器のための。
- wind skein（2013年） - オーボエ、クラリネット、アルトサックス、バスクラリネット、ファゴットのための。
- being as one（2013年） - ソプラノ、バスクラリネット、チェロのための。文: Harry Ross。
- Phantom Splinter Lite（2009年） - オーボエ、クラリネット、ファゴット、電子音のための。
- String quartett no.2 flare（2009年、2010年）

### 映画音楽
- 春と修羅 - 映画『蜜蜂と遠雷』劇中曲[64]。

### オンライン作品
- Longing from afar（2020年） - ライブ配信での合奏曲。
- Longing from a hug（2021年） - ライブ配信での合奏曲。

### アルバム
- Secret Forest（NMC[65]）
- ミラーズ 作曲家の個展[注釈 10]（エイベックス / Minabel Records）
- Flare（ソニー・ミュージック / Minabel Records）
- Ice（Kairos[66]）
- Pascal Gallois Conducts Prague Modern（Stradivarius）
- Ampere（ソニー・ミュージック / Minabel Records）
- マナヤチャナ（ソニー・ミュージック / Minabel Records） - 笹久保伸との共作。
- Mina[注釈 11]（ソニー・ミュージック / Minabel Records）
- 藤倉大オーケストラル・ワークス 世界にあてた私の手紙（ソニー・ミュージック / Minabel Records）
- チャンス・モンスーン（ソニー・ミュージック / Minabel Records）
- ダイヤモンド・ダスト（ソニー・ミュージック / Minabel Records）
- ざわざわ（ソニー・ミュージック / Minabel Records）
- 映画「蜜蜂と遠雷」 ～ 河村尚子 plays 栄伝亜夜（ソニー・ミュージック）
- 蜜蜂と遠雷 ピアノ全集+1【完全版】（ソニー・ミュージック）
- 春と修羅 ～ 藤倉大ピアノ・ワークス（ソニー・ミュージック）
- タートル・トーテム（ソニー・ミュージック / Minabel Records）[67]
- Akiko's Piano 広島交響楽団2020「平和の夕べ」コンサートより（ソニー・ミュージック / Minabel Records）
- グローリアス・クラウズ（ソニー・ミュージック / Minabel Records）
- 箏協奏曲[注釈 12]（日本コロムビア）
- ピアノ協奏曲第3番「インパルス」 / ラヴェル：ピアノ協奏曲 ト長調（ソニー・ミュージック） - 小菅優のピアノ演奏。
- アクエリアス（ソニー・ミュージック / Minabel Records）[68]
- The Bow Maker（Jazzland Recordings[注釈 2]） - ヤン・バング（英語版）との共作。
- 微美（Bibi）（Jazzland Recording[注釈 2]）[69] - 八木美知依との共作。
- ウェイファインダー（ソニー・ミュージック / Minabel Records）[70]
- 映画「カラフルな魔女～角野栄子の物語が生まれる暮らし」オリジナル・サウンドトラック（ソニー・ミュージック）
- ウェイヴァリング・ワールド（ソニー・ミュージック / Minabel Records）

## 出演

### テレビ番組
- 宇宙でイチバン逢いたい人（2009年2月26日、日本テレビ）
- 情熱大陸（2010年2月21日]、毎日放送）
- GLOBE～突破する力（2010年6月20日、テレビ朝日）
- クラシック倶楽部（2019年1月25日、NHK BSプレミアム）[71][72]
- 題名のない音楽会（2019年5月11日、テレビ朝日）
- 読響シンフォニックライブ（2019年5月15日、日本テレビ）
- ららら♪クラシック（2019年10月4日、NHK Eテレ）
- にっぽんの芸能（2020年4月3日、11月6日、NHK Eテレ）[73][74]
- どーんと鹿児島（2023年8月30日、MBC南日本放送）

### ラジオ番組
- 現代の音楽（2015年8月16日、23日、2020年6月28日、2021年5月30日、10月31日、NHK FM）
- ラジオ深夜便（2020年11月12日、NHK）
- NHKジャーナル（2020年11月2日、NHKラジオ第1放送）

## 書籍
- 藤倉大『どうしてこうなっちゃったか : Too Early for an Autobiography』幻冬舎、2022年1月26日。ISBN 978-4-344-03878-3。
- 藤倉大のボンクリ・アカデミー 誰も知らない新しい音楽 （2022年7月、アルテスパブリッシング） - 大友良英、藤原道山、檜垣智也、本條秀慈郎、吉田純子との共著。